# 안티고노스 왕조
안티고노스 왕조(고대 그리스어: Ἀντιγονίδαι 안티고니다이[*] 그리스어: Δυναστεία των Αντιγονιδών 다이네스티아 톤 안티고니돈[*])는 알렉산드로스 대왕의 부장이었던 안티고노스 1세 모노프탈모스가 창시한 헬레니즘 시대의 디아도코이 왕조로, 마케도니아 왕국의 세번째이자 마지막 왕조이다.

## 초창기
안티고노스 1세 모노프탈모스는 원래 마케도니아 본토의 군주가 아니라 아나톨리아의 몇 지방을 다스리는 태수였다. 이는 섭정 페르디카스에 의해 이러한 직위를 얻었는데, 그는 올림피아스가 페르디카스에게 필리포스 2세의 딸인 클레오파트라와 약혼하게 하면서 페르디카스와 안티파트로스 사이의 결혼 약속은 파기되었다. 이로 인해 갈등을 시작한 안티고노스는 크라테로스와 프톨레마이오스 1세와 손을 잡고 제1차 디아도코이 전쟁에 참여하게 된다. 그 결과 안티고노스는 아나톨리아 지방을 거의 독점하게 되었으며, 시리아도 손에 넣게 되었는데, 그로 인해 안티고노스 왕조는 전성기를 맞게 된다.

### 왕국 성립과 안티고노스 1세의 패망
기원전 306년에 안티고노스 1세는 이름으로 남은 마케도니아 왕국에서 분리하여 대관식을 올렸고, 다른 디아도코이의 국가들도 역시 왕국들을 세우게 된다.
안티고노스의 쇠퇴는 기원전 311년에 시작한 바빌로니아 전쟁으로부터 시작되었다. 이 전쟁의 결과 안티고노스는 셀레우코스에게 패하고, 셀레우코스는 안정을 도모하여 자신의 국가가 강국으로 변신하게 되는 계기가 되었다. 안티고노스의 큰 영토와 중심적인 위치로 인해 안티고노스는 셀레우코스, 카산드로스, 프톨레마이오스와 리시마코스의 연합을 맞서게 되는데, 이로 인해 안티고노스의 아들 데메트리오스 2세가 그리스 본토의 카산드로스가 보유하고 있던 영토를 빼앗게 된다. 그러나 데메트리오스의 〈로도스 공성전〉이 실패하면서 국고까지 고갈된 안티고노스는 리시마코스의 견제를 받다 〈이프소스 전투〉에서 셀레우코스 왕조에게 패해 죽었으며, 이로써 안티고노스 1세의 왕국은 붕괴되었다.

## 마케도니아 본토와 왕조의 부활
그러나 데메트리오스는 셀레우코스 1세의 스트라토니케에 대한 불타는 정욕을 이용하여 셀레우코스랑 정략결혼을 맺게 하여 강화조약을 맺게 되며, 데메트리오스는 폭군 라카레스의 압제하에 있던 아테나이를 점령하였다. 그 후 데메트리오스는 카산드로스의 아들 알렉산드로스 5세를 제거해 마케도니아 본토의 왕이 되는데, 그러나 데메트리오스는 에페이로스의 피로스의 견제를 받게 된다. 데메트리오스의 야심은 어마어마한 전쟁 준비를 하게 하였으며 그로서 피로스, 라이시마코스랑 프톨레마이오스의 연합군에 패해 기원전 288년에 마케도니아에서 쫓기게 되었다. 그 후 라이시마코스랑 전투를 벌이며 셀레우코스의 지지를 받으나 시리아에 도착하기 전에 셀레우코스랑 대립하게 되는데, 기근과 질병에 의해 지친 병사들은 결국 데메트리오스를 버리지만 그의 아들 안티고노스 2세는 계속 헬라 본토에 남아 있었으며 데메트리오스의 몰락으로 인한 연합의 붕괴로 견제를 받지 않았다.

## 안티고노스 2세와 안티고노스 왕조의 강세
데메트리오스 후 마케도니아는 라이시마코스와 피로스 간에 다투는 영토가 되었으며, 코로우 페디온의 전투에서 라이시마코스의 사망과 기원전 279년의 켈트족 침공으로 마케도니아에는 무법이 판치게 되는데, 켈트족의 헬라 본토 침공은 아이톨리아 연합, 페르가몬의 원조와 안티고노스 2세에게 패하며 켈트족은 대부분 아나톨리아로 이민하게 된다. (그로서 소아시아의 갈라티아 지방의 탄생을 일으킨다)
안티고노스의 승리는 마케도니아의 헬라인에게 호감을 얻게 되는 계기가 되며, 그 후 기원전 276년에 안티고노스는 마케도니아의 왕으로 즉위한다. 그러나 초반에는 안티고노스가 고난을 당하는데 이는 피로스와 전쟁 (피로스는 로마와 전쟁으로 인해 국고가 바닥난 상황에 처해있었음)으로 인해 마케도니아의 수도 펠라를 빼앗긴 일이다. 그러나 피로스는 안티고노스의 해안에 있는 도시들을 견제하지 않았으며, 켈트족 용병을 아이가이/베르기나의 왕족 무덤을 지키게 하여 켈트인들이 이 무덤을 훼방하자 마케도니아 헬라인들의 애국심을 유발하였으며, 그 후 피로스랑 안티고노스는 남부 헬라 본토에서 대립을 하면서 결국 아르고스에 피로스의 패배로 이를 마무리한다.
안티고노스 2세는 이로 헬라 도시들의 애호를 받게되며 아티카 지역과 펠로폰네소스의 보호자가 되었다. 안티고노스 2세는 아테나이와 스파르타 같은 도시들에게 자치의 형상을 유지하게 하였으나 아테나이의 크레모니데스가 등장하면서 로도스, 스파르타와 아테나이의 동맹을 맞서게 되었는데, 프톨레마이오스의 원조에도 불구하고, 이 동맹은 결국 안티고노스에 패하게 되어 안티고노스는 헬라 본토의 강자의 자리를 지키게 되었다. 이 자리는 아카이아 연합과 나누게 되었는데, 안티고노스는 아티케 지역을 유지하면서 아카이아 연합과 대립하며 아카이아 연합은 스파르타의 부흥으로 인해 안티고노스의 손자 안티고노스 3세에게 복속되었다.

## 왕조
- 안티고노스 1세 모노프탈모스
- 데메트리오스 1세 폴리오르케테스 (294 BC-287 BC)
- 안티고노스 2세 고나타스 (276 BC-239 BC)
- 데메트리오스 2세 (239 BC-229 BC)
- 안티고노스 3세 도손 (229 BC - 221 BC)
- 필리포스 5세 (221 BC-179 BC)
- 페르세우스 (179 BC-168 BC)